# Petelinje, Dol pri Ljubljani
Petelinje so naselje v občini Dol pri Ljubljani.